# ひょうたん星雲
ひょうたん星雲(Calabash Nebula)は、とも座の方角に約5000光年離れた位置にある、長さ1.4光年の原始惑星状星雲である。
ハッブル宇宙望遠鏡による画像で、死にゆく構成の中で、超音速の衝撃波面を形成する激しいガスの衝突が観測される。
この天体は、比較的大量の硫黄を含むため、腐った卵星雲(Rotten Egg Nebula)と呼ばれることもある。星雲の最も密度の高い部分は、中心の恒星から最近放出された物質で構成され、逆方向に加速されている。画像では黄色で示されるこの物質は、150万km/hもの速度で遠ざかっている。恒星の元々の質量の大部分は、現在はこの双極のガス構造の中にある。
スペインとアメリカ合衆国の天文学者のチームは、ハッブル宇宙望遠鏡を用いて、ガス流がどのように周囲の物質（青色）の中に衝突していくかの研究を行っている。彼らは、このような相互作用が惑星状星雲の形成過程を支配していると考えている。ガスの高速のため、衝突により衝撃波面が形成され、周囲のガスを加熱する。コンピュータの計算では、いくつかの場合にそのような衝撃波面が形成されるが、以前の観測ではこの理論を証明できていない。
この新しいハッブル宇宙望遠鏡の画像は、水素イオンと窒素原子からの光のみを通すフィルターを用いて撮影された。これにより、激しい衝突によるガスの最も熱い部分を区別することができ、これらが複雑な二重泡構造を形成することを発見した。画像中の明るい黄橙色は、濃密で高速のガスが、超音速の弾丸が媒質を逆方向に引き裂くように恒星から流れ出ていることを示している。中央の恒星自体は、中央の塵の帯に隠されている。
今日観測されるガスの流れの大部分は、わずか約800年前に急加速が起こったように見える。1000年後には、ひょうたん星雲は十分に発達した惑星状星雲になると考えられている。